# Universidad de Gabes
La Universidad de Gabes (en árabe: جامعة فابس; en francés: Université de Gabès) es una universidad pública ubicada en el sur de Túnez, con sede en Gabes. La universidad se orienta principalmente hacia la tecnología de la información y alberga la famosa École Nationale d'Ingénieurs de Gabès (Escuela Nacional de Ingeniería de Gabes), comúnmente llamada "ENIG". Este departamento ofrece educación de alta calidad en ingeniería, especialmente en Ingeniería Química. El actual rector es el Dr. Jilani Ellmloumi.
La universidad tiene dos campus principales, uno en Gabes y otro importante en la ciudad de Medenine, al sur de Gabes.